# ドロプルトン
ドロプルトン（英語: dropleton）または量子液滴（りょうしえきてき、英語: quantum droplet）は、半導体中の電子と正孔から構成される人工の準粒子である。ドロプルトンは、初めて見出された液体のように振る舞う粒子である。ドロプルトンの形成は、2014年2月26日にネイチャー誌上で報告され、ヒ化ガリウムの量子井戸内に超短レーザーパルスを照射することによって、電子-正孔プラズマのドロプルトンが形成された証拠が示された。ドロプルトンの存在は、この実験が行われる前には予測されていなかった。
ドロプルトンの寿命は約25ピコ秒と比較的短いが、研究を行うのには十分な安定性を持つ。ドロプルトンは、量子機構の研究を行うのに好都合な性質を持つ。幅は約200nmで、最も小さな細菌と同程度の大きさであることから、発見者らはいつか実際に量子液滴を観測できるかもしれないと期待している。